# Saltos en los Juegos Olímpicos
Los saltos en los Juegos Olímpicos se realizan desde la edición de San Luis 1904. Es organizado por el Comité Olímpico Internacional (COI), junto con la Federación Internacional de Natación (FINA).

## Ediciones

### Medallero
| Núm.   | Año  | Sede                          |
| ------ | ---- | ----------------------------- |
| I      | 1904 | San Luis ( Estados Unidos)    |
| II     | 1908 | Londres ( Reino Unido)        |
| III    | 1912 | Estocolmo ( Suecia)           |
| IV     | 1920 | Amberes ( Bélgica)            |
| V      | 1924 | París ( Francia)              |
| VI     | 1928 | Ámsterdam ( Países Bajos)     |
| VII    | 1932 | Los Ángeles ( Estados Unidos) |
| VIII   | 1936 | Berlín ( Alemania)            |
| IX     | 1948 | Londres ( Reino Unido)        |
| X      | 1952 | Helsinki ( Finlandia)         |
| XI     | 1956 | Melbourne ( Australia)        |
| XII    | 1960 | Roma ( Italia)                |
| XIII   | 1964 | Tokio ( Japón)                |
| XIV    | 1968 | Ciudad de México ( México)    |
| XV     | 1972 | Múnich ( RFA)                 |
| XVI    | 1976 | Montreal ( Canadá)            |
| XVII   | 1980 | Moscú ( URSS)                 |
| XVIII  | 1984 | Los Ángeles ( Estados Unidos) |
| XIX    | 1988 | Seúl ( Corea del Sur)         |
| XX     | 1992 | Barcelona ( España)           |
| XXI    | 1996 | Atlanta ( Estados Unidos)     |
| XXII   | 2000 | Sídney ( Australia)           |
| XXIII  | 2004 | Atenas ( Grecia)              |
| XXIV   | 2008 | Pekín ( China)                |
| XXV    | 2012 | Londres ( Reino Unido)        |
| XXVI   | 2016 | Río de Janeiro ( Brasil)      |
| XXVII  | 2020 | Tokio ( Japón)                |
| XXVIII | 2024 | París ( Francia)              |

| Núm.  | País                          | Oro | Plata | Bronce | Total |
| ----- | ----------------------------- | --- | ----- | ------ | ----- |
| 1     | República Popular China (CHN) | 55  | 26    | 11     | 92    |
| 2     | Estados Unidos (USA)          | 49  | 49    | 47     | 145   |
| 3     | Suecia (SWE)                  | 6   | 8     | 7      | 21    |
| 4     | Rusia (RUS)                   | 4   | 8     | 6      | 18    |
| 5     | Unión Soviética (URS)         | 4   | 4     | 6      | 14    |
| 6     | Italia (ITA)                  | 3   | 5     | 3      | 11    |
| 7     | Australia (AUS)               | 3   | 4     | 9      | 16    |
| 8     | Equipo Alemán Unificado (EUA) | 3   | 1     | 0      | 4     |
| 9     | Alemania (GER)                | 2   | 8     | 15     | 25    |
| 10    | Reino Unido (GBR)             | 2   | 4     | 12     | 18    |
| 11    | Alemania Oriental (GDR)       | 2   | 2     | 3      | 7     |
| 12    | México (MEX)                  | 1   | 8     | 8      | 17    |
| 13    | Canadá (CAN)                  | 1   | 6     | 9      | 16    |
| 14    | Checoslovaquia (TCH)          | 1   | 1     | 0      | 2     |
| 15    | Dinamarca (DEN)               | 1   | 0     | 1      | 2     |
| 16    | Grecia (GRE)                  | 1   | 0     | 0      | 1     |
| 17    | Equipo Unificado (EUN)        | 0   | 2     | 1      | 3     |
| 18    | Corea del Norte (PRK)         | 0   | 1     | 1      | 2     |
| 18    | Egipto (EGY)                  | 0   | 1     | 1      | 2     |
| 18    | Malasia (MAS)                 | 0   | 1     | 1      | 2     |
| 21    | Francia (FRA)                 | 0   | 1     | 0      | 1     |
| 21    | Japón (JPN)                   | 0   | 1     | 0      | 1     |
| 23    | Ucrania (UKR)                 | 0   | 0     | 2      | 2     |
| 24    | ROC (ROC)                     | 0   | 0     | 1      | 1     |
| Total | Total                         | 138 | 141   | 145    | 424   |